# Thụy Hùng, Thạch An
Thụy Hùng là một xã thuộc huyện Thạch An, tỉnh Cao Bằng, Việt Nam.

## Địa lý
Xã Thụy Hùng nằm ở phía đông bắc huyện Thạch An, có vị trí địa lý:
- Phía đông giáp huyện Quảng Hòa
- Phía tây giáp xã Lê Lai và xã Vân Trình
- Phía nam giáp xã Đức Long và xã Lê Lợi
- Phía bắc giáp huyện Quảng Hòa.

Xã Thụy Hùng có diện tích 37,98 km², dân số năm 2019 là 1.055 người, mật độ dân số đạt 28 người/km².
Trên địa bàn xã có một số ngọn núi như Giã Vài, Lũng Pèo, Lũng Lại, Phia Chàng, Khau Giồng, Phia Nhọt và đồi Khưa Đí. Xã có hai dòng suối là Khuổi Khao và Khuổi Cái. Tỉnh lộ 208 chạy qua xã theo chiều bắc - nam.

## Lịch sử
Sau năm 1975, Thụy Hùng là một xã thuộc huyện Thạch An.
Đến năm 2019, xã Thụy Hùng được chia thành 8 xóm: Ka Liệng, Khuổi Cáp, Bản Néng, Bản Sliền, Cốc Bao, Khưa Đí, Bản Luồng, Nà Én.
Ngày 9 tháng 9 năm 2019, Hội đồng Nhân dân tỉnh Cao Bằng ban hành Nghị quyết số 27/NQ-HĐND về việc:
- Sáp nhập xóm Khưa Đí vào xóm Ka Liệng
- Sáp nhập xóm Nà Én vào xóm Bản Néng
- Sáp nhập hai xóm Bản Luồng và Cốc Bao vào xóm Khuổi Cáp.

## Hành chính
Xã Thụy Hùng được chia thành 4 xóm: Bản Néng, Bản Sliền, Ka Liệng, Khuổi Cáp.